# Połaniec
Połaniec est une ville du Sud de la Pologne (voïvodie de Sainte-Croix), à une centaine de kilomètres au nord-est de Cracovie, siège de la gmina de Połaniec.
C'est sur son territoire que se trouve l'une des principales centrales thermiques du pays (pl), appartenant au groupe GDF-Suez.

## Relations internationales
Communes partenaires:
- Stará Ľubovňa (Slovaquie) depuis le 19 novembre 1999
- Šalčininkai (Lituanie) depuis le 30 septembre 2001
- Viggiano (Italie) depuis le 19 août 2011
- Vonitsa (Grèce) depuis le 19 août 2001
- Étoile-sur-Rhône (France)
- Svaliava (Ukraine)